# 2012 - L'avvento del male
2012 - L'avvento del male (Megiddo: The Omega Code 2) è un film del 2001, diretto dal regista Brian Trenchard-Smith.
Il film, di genere apocalittico, è un prequel/sequel del film del 1999 Codice Omega.

## Trama
Il protagonista Stone Alexander è malvagio, sin da bambino. Impersona il diavolo che vuole impadronirsi del mondo e diventare l'uomo più potente della Terra,   usando forze militari, coadiuvate dal controllo dei media come tv, radio, internet e stampa in generale.
Il fratello David contrasterà quest'azione diabolica finendo col diventare Presidente degli Stati Uniti d'America.
Mentre calamità bibliche prendono di mira il pianeta Terra, il 21 dicembre 2012 sul monte di Meghiddo si combatte la battaglia apocalittica tra il bene e il male. In questo contesto catastrofico il bene e il male sono rappresentati dal protagonista e da suo fratello. Dio salva il mondo rendendolo nuovamente pacifico. Il demonio verrà ricondotto negli abissi, e il Bene trionfa.

## Produzione
In Italia la sceneggiatura è stata riadattata da Nicola Bartolini Carrassi, che ha anche acquistato il film durante il MIPCOM di Cannes, e ne è stato co produttore e responsabile del lancio promozionale per 20th Century Fox.

## Colonna sonora
La colonna sonora del film è stata editata in CD e abbinata alla versione vendita del DVD.